# باقای‌آته (استان تلاس)
باقای‌آته (به قرقیزی:Бакай-Ата، باقاي اتا) یک روستا در قرقیزستان است که در شهرستان باقای‌آته واقع شده‌است. باقای‌آته ۶٬۸۳۴ نفر جمعیت دارد و ۱٬۱۹۲ متر بالاتر از سطح دریا واقع شده‌است.